# Eastern Harbour Crossing

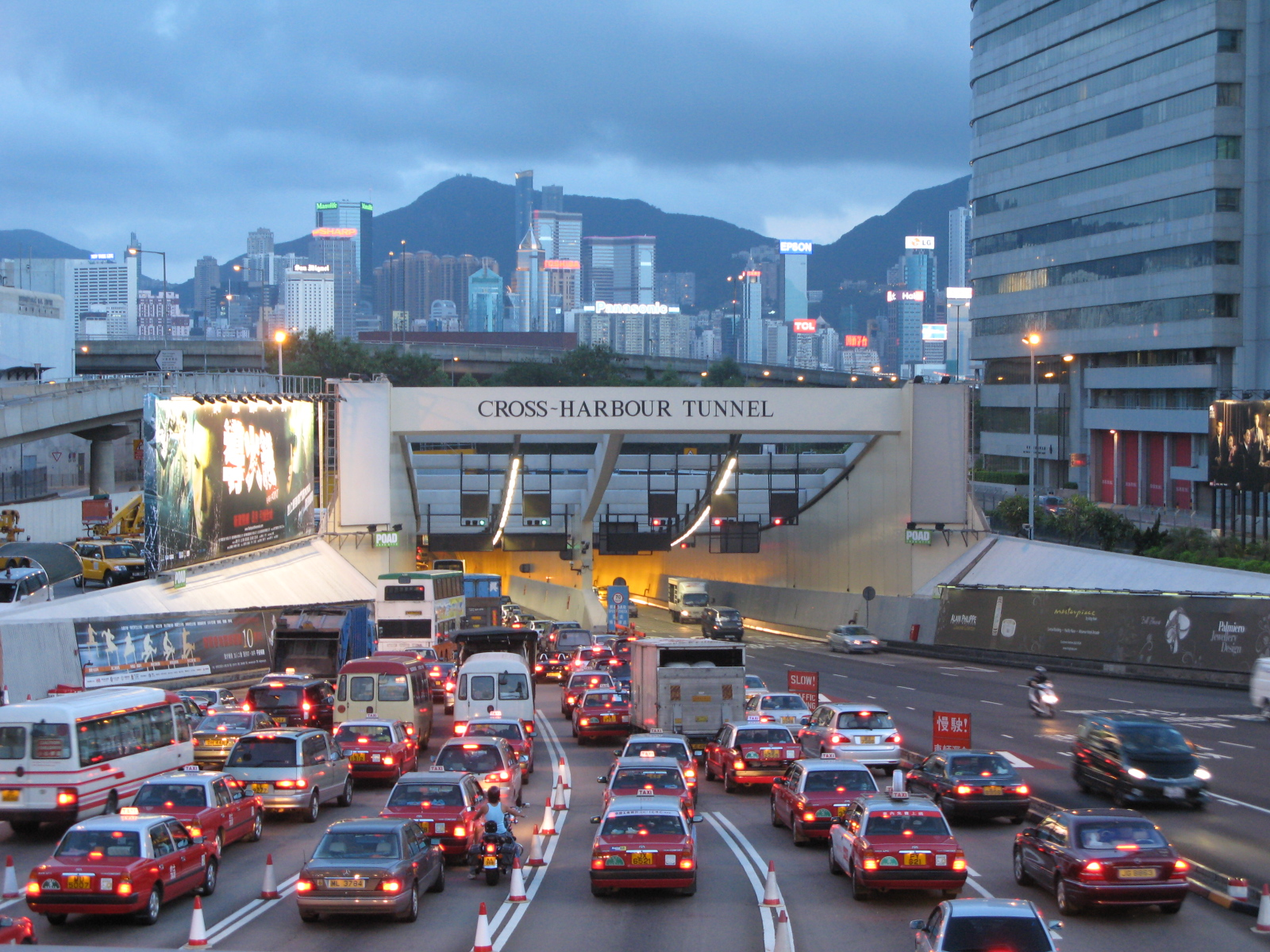
Vue sur l'entrée est du tunnel.

Eastern Harbour Crossing est un tunnel à Hong Kong qui traverse Victoria Harbour.